# Заозерне (Ковельський район)
Заозе́рне (раніше Перешпа) — село в Україні, у Головненській селищній громаді Ковельського району Волинської області. Населення становить 330 осіб.

## Населення
Згідно з переписом УРСР 1989 року чисельність наявного населення села становила 336 осіб, з яких 164 чоловіки та 172 жінки.
За переписом населення України 2001 року в селі мешкало 330 осіб.

### Мова
Розподіл населення за рідною мовою за даними перепису 2001 року:
| Мова       | Відсоток |
| ---------- | -------- |
| українська | 99,70 %  |
| російська  | 0,30 %   |

## Історія
У 1906 році Перешпа — село Згорянської волості Володимир-Волинського повіту Волинської губернії. Відстань від повітового міста 71  верста, від волості 2. Дворів 99, мешканців 523.